# Acalypha phyllonomifolia
Acalypha phyllonomifolia är en törelväxtart som beskrevs av Airy Shaw. Acalypha phyllonomifolia ingår i släktet akalyfor, och familjen törelväxter. Inga underarter finns listade i Catalogue of Life.